# 小行星2496
小行星2496（2496 Fernandus）是一颗绕太阳运转的小行星，为主小行星带小行星。该小行星于1953年10月8日发现。
該小行星以美國動物學家費南德斯·佩恩命名。

## 轨道参数
小行星2496的轨道半长轴为2.1705112 UA，离心率为0.034。